# Gut Muthagen

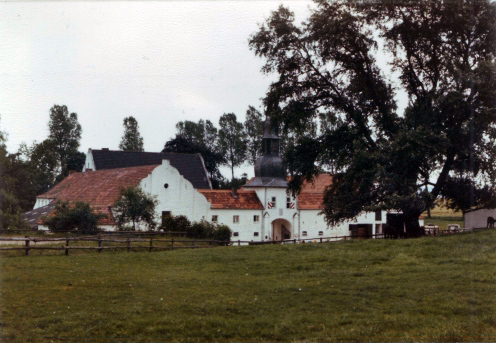
Gut Muthagen

Das Gut Muthagen liegt an der Bundesstraße 221 in Geilenkirchen-Boscheln südlich von Schloss Breill. Der heute vorhandene Baubestand der Anlage stammt aus dem 17. bis 18. Jahrhundert.

## Geschichte
Das Anwesen wurde erstmals im Jahre 1292 mit Christian von Muthagen erwähnt. Nach 1400 gehörte es einem Gryn von Aldenhoven, 1452 einem Thewis von dem Balken und zwischen 1460 und 1470 einem Seitz von Horrich. Die Besitzer im 16. Jahrhundert waren Qurin von Brempt (1515), Franz von Ferken (1593) und Adam von Hochkirchen (1593). Im 17. Jahrhundert treten als Besitzer Wallraf von Schaellert (1608) und die Familie von Hülsberg (1618) auf. Im Jahre 1740 gelangt Muthagen in den Besitz der Grafen von Goltstein, die das Gut 1820 an Herrn Fremery aus Eupen verkaufen. Später wird ein Herr Meyers als Besitzer aufgeführt. Um 1873 kommt Muthagen in den Besitz des Friedensrichter und preußischen Landrats Bernhard Paul Friedrich Hugo von Scheibler und seiner Familie.
Seit 1931 ist das Gut im Besitz der aus Westfalen stammenden Familie Schulte-Böcker, die dort einen Reiterhof und ein Gestüt betreibt.